# 2089
2089 هي سنة قادمة في التقويم الميلادي ستكون سنة بسيطة تبدأ يوم الأربعاء وهي السنة 89 من الألفية الميلادية الثالثة وسنة من سنوات القرن الحادي والعشرين